# Berzeliusskolan, Norrköping

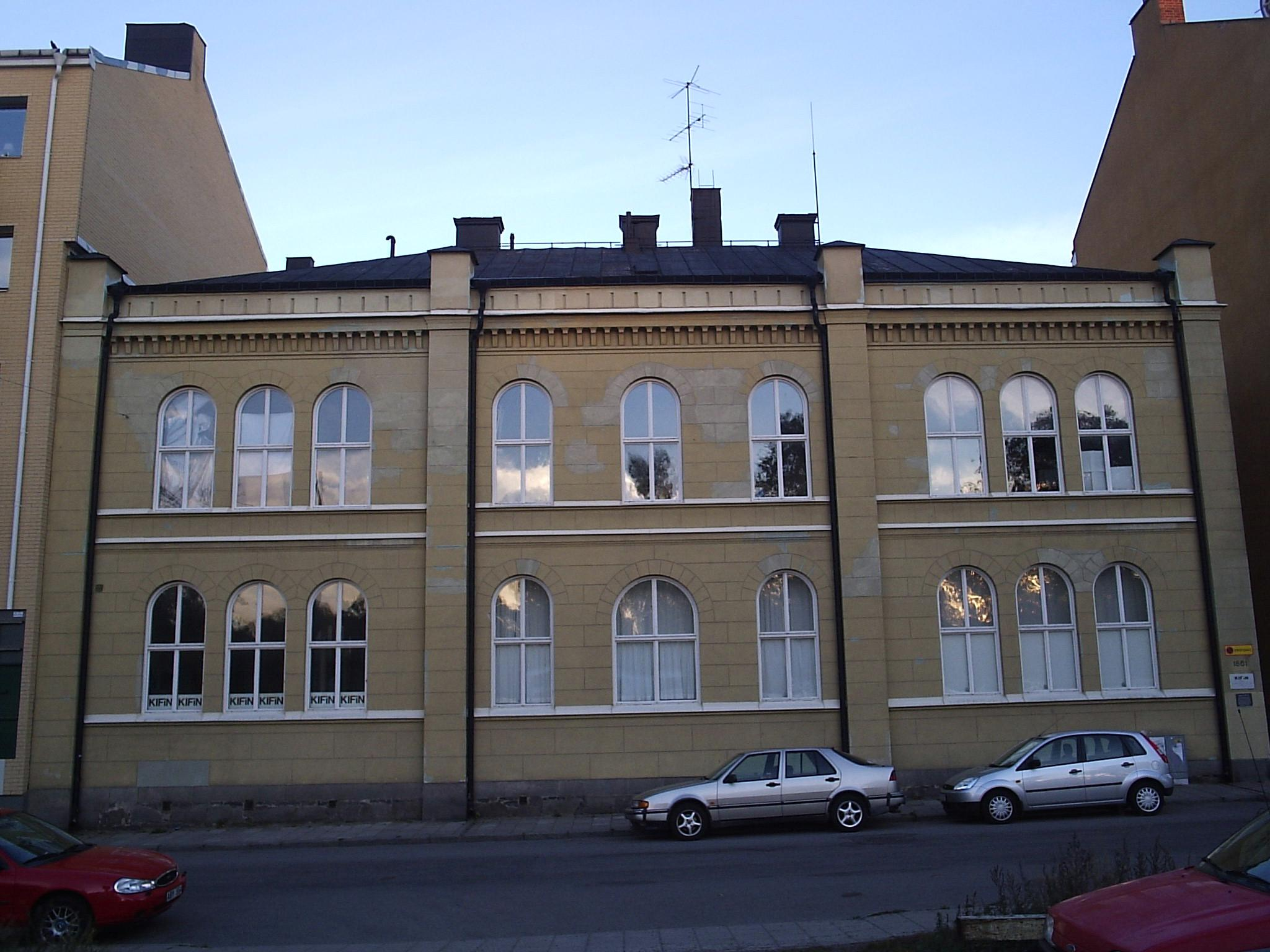
Berzeliusskolan, sedd från gatan.

Berzeliusskolan mö är Norrköpings stads första folkskolebyggnad från 1861 och belägen på Plankgatan 18-20.
Berzeliusskolan fick sitt namn 1906. Arkitekt bakom bygget var Carl Theodor Malm. Den inrymde skolan 1862-1967, läromedelscentral 1968-1970. KIFiN (Konstnärernas intresseförening i Norrköping) huserar i den gamla skolbyggnaden. 
En av skolans mer kända elever var den finländske författaren och översättaren Pentti Saarikoski, som gick sitt första skolår där 1944-1945.